# Vene vorticoase
Venele vorticoase (sau venele vortex), drenează coroida oculară. Se știe că numărul venelor vorticoase variază de la 4 la 8, cu aproximativ 65% din populația normală având 4 sau 5.  În cele mai multe cazuri, există cel puțin o venă vorticoasă în fiecare cadran. De obicei, intrările venelor vorticoase în stratul exterior al coroidei (lamina vasculosa) pot fi observate funduscopic și oferă un important reper clinic în identificarea ecuatorul ocular. Cu toate acestea, venele se desfășoară posterior în scleră, ieșind din ochi posterior spre ecuator. Unele vene vorticoase se varsă în vena oftalmică superioară care se varsă în sinusul cavernos.   Unele vene vorticoase se varsă în vena oftalmică inferioară care la rândul său se varsă în plexul pterigoid și în sinusul cavernos.   Există, de obicei, circulație colaterală între venele orbitale superioare și inferioare.    

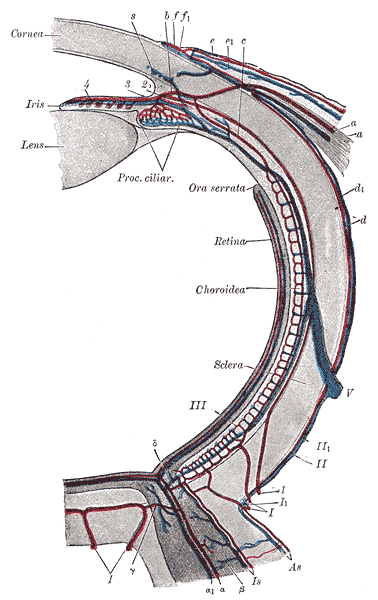
Vasele sanguine ale ochiului uman - secțiune transversală

## Imagini suplimentare

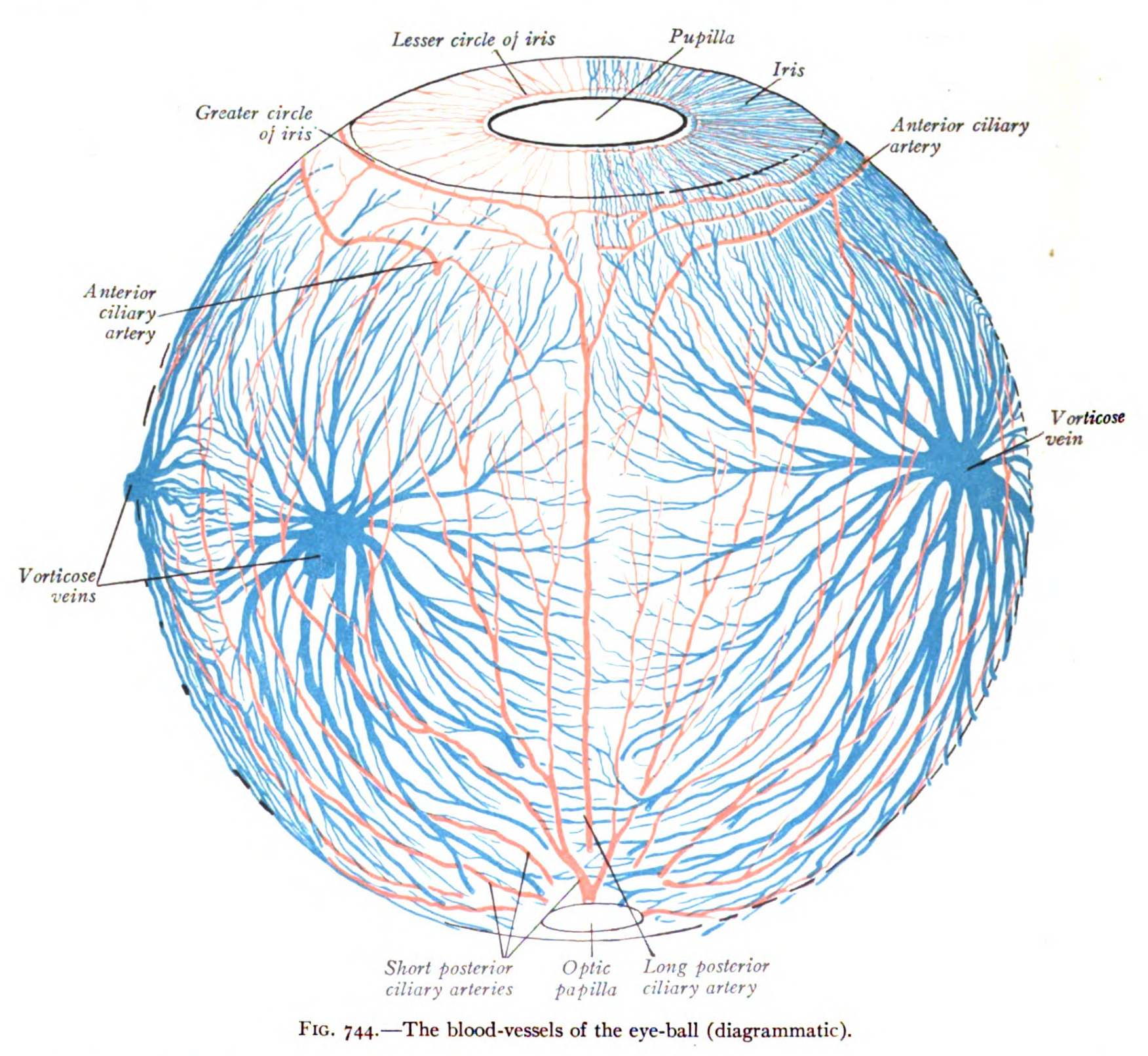
Vasele de sânge ale globului ocular (schematice).